# GeoPlanet
GeoPlanet (Centrum Badań Ziemi i Planet) – centrum naukowe powołane w celu integracji badań związanych z Ziemią prowadzonych na terenie Polski. Dalsza tematyka działań ma dotyczyć również innych planet. W skład centrum wchodzi pięć instytutów Polskiej Akademii Nauk.
- Centrum Badań Kosmicznych
- Instytut Geofizyki
- Instytut Nauk Geologicznych
- Instytut Oceanologii
- Centrum Astronomiczne im. Mikołaja Kopernika

Utworzone zostało 30 marca 2009 r. w siedzibie Instytutu Geofizyki Polskiej Akademii Nauk. Centrum jest zarządzane przez radę dyrektorów wspomnianych jednostek, w której skład wchodzą: dr hab. Piotr Orleański (Dyrektor CBK PAN), prof. dr hab. Stanisław Mazur (Dyrektor ING PAN), prof. dr hab. Jan Marcin Węsławski (Dyrektor IO PAN), prof. dr hab. Rafał Moderski (Dyrektor CAMK PAN) oraz prof. dr hab. Paweł Rowiński (Dyrektor IGF PAN), który jest przewodniczącym rady GeoPlanet od 2023 roku.

## Zadania naukowe
Szczegółowe zadania, jakie stawia przed sobą GeoPlanet to:
- koordynacja monitoringu zmian klimatu
- konstruowanie interdyscyplinarnych modeli i prognoz zmian klimatu, w tym:
  - przewidywanie i określanie prawdopodobieństwa wystąpienia:
    - trzęsień ziemi
    - powodzi
    - anomalie silnych opadów i wiatrów
    - wybuchów wulkanów
- badanie innych planet w aspekcie:
  - przyszłej eksploracji
  - powstania Układu Słonecznego
  - pochodzenia życia

## Zadania dydaktyczne
Poza badaniami naukowymi centrum GeoPlanet prowadzi również działalność dydaktyczną w zakresie:
- interdyscyplinarnych studiów podyplomowych (Szkoła Doktorska GeoPlanet[1])
- popularyzacji zagadnień związanych z tematyką będącą przedmiotem zainteresowania Centrum.